# Josef Rakoncaj
Josef Rakoncaj, přezdívaný Rak (* 6. dubna 1951, Dvůr Králové nad Labem) je jeden z nejúspěšnějších českých horolezců, spoluautor knih s horolezeckou tematikou a podnikatel v oblasti speciálního oblečení a vybavení pro trekking a horolezecké výpravy. Vystoupil na osm osmitisícových vrcholů a byl prvním člověkem na světě, který byl 2x na vrcholu K2, druhé nejvyšší hory světa.

## Horolezecká kariéra
S lezením začínal na pískovcových skalách Českého ráje. V evidenci horolezeckých cest v České republice má evidováno 60 prvovýstupů (od roku 1967 do roku 2014). V evropských horách a na Kavkaze provedl řadu hodnotných výstupů, mezi nimi i prvovýstupy nebo první zimní výstupy. Od roku 1975 byl reprezentantem ČSSR. V roce 1977 se zúčastnil československé expedice do Himáláje, kde s Ladislavem Jónem uskutečnili prvovýstup severní stěnou Kalanky (6931 m). K oceňovaným prvovýstupům patří také výstup severovýchodní stěnou na Pik Ošanina v Pamíru (6320 m), který provedli v roce 1978 se Zdislavem Drlíkem alpským stylem za 6 dní, nebo prvovýstup severním pilířem na  Nandá Déví, druhou nejvyšší horu Indie (7816 m) v rámci ostravské expedice v roce 1981. V témže roce získal ocenění zasloužilý mistr sportu. Léta 1983-1995 představují jeho vrcholné období, kdy podnikal výstupy na osmitisícovky. Mezitím (1990-1991) vystoupil také na nejvyšší hory jiných světadílů - Kilimandžáro, Denali a Aconcaguu.
Z významnějších výstupů:
- 1972 – Matterhorn – severní stěna
- 1975 – Kavkaz - traverz Koštantau (5145m) – Dychtau (5198m)
- 1976 – Trollryggen, severní stěna Trollů (Norsko) – 1. zimní výstup cestou Rimon
- 1976 – Šchara (Kavkaz) - prvovýstup jižní stěnou
- 1977 – Kalanka, 6931 m  (Himáláje) – prvovýstup severní stěnou
- 1978 – Pik Ošanina, 6320m (Pamír) – prvovýstup SV stěnou alpským stylem
- 1980 – Mt. Agner (Dolomity) – severní stěna, 1. zimní výstup Messnerovou cestou
- 1980 – Yerupajá, 6630 m (Peru) – výstup západní stěnou
- 1981 – Nandá Déví, 7816 m (Himáláje) – prvovýstup severním pilířem
- 1982 – Aiguille du Plan (Alpy) - 1. zimní výstup kuloáru Gabarrou
- 1982 – Petit Dru (Alpy) - severní stěna, Velký kuloár, 1. zimní výstup

### Osmitisícovky
V roce 1983 se jako pomocný kameraman dostal do italské expedice na K2, s níž vystoupil s Agostinem da Polenzou na vrchol z čínské strany. Zde byli nuceni přečkat noc 50 metrů pod vrcholem, což byl jeden z nejvyšších bivaků v historii horolezectví. V rámci československých expedic vylezl v roce 1984 s Jarýkem Stejskalem novou cestou na Lhoce Šar (vedlejší vrchol Lhoce), ale pokus o Dhaulágirí následujícího roku skončil neúspěchem. V roce 1986 s italskou skupinou Quota 8000 absolvoval během čtrnácti dnů dva úspěšné výstupy: na Broad Peak a poté znovu na K2, kam vystoupil z pakistánské strany. V letech 1988-1990 byl členem mezinárodní skupiny l'Esprit d'équipe, jejíž akce financovala firma Bull. Cílem skupiny bylo, že na vrchol vystoupí všichni účastníci výpravy. S nimi dosáhl vrcholu Annapúrny, Manáslu, Čo Oju a Šiša Pangmy (na Šiša Pangmu vylezli novou cestou, ale pouze na Centrální vrchol). Jeho poslední osmitisícovkou byla Nanga Parbat, na níž vystoupil s Joskou Nežerkou v roce 1992. O Mount Everest se neúspěšně pokoušel celkem 3x - na českých expedicích (1987, 1994) i s l'Esprit d'équipe (1988).
Pokud to bylo možné, preferoval náročnější cesty k vrcholům a alpský styl. Zásadně odmítal použití kyslíku při výstupech.
Dosažené vrcholy:
- 1983 – K2, 8611 m – severním pilířem (bivak 50 m pod vrcholem)
- 1984 – Lhoce Šar, 8383 m – prvovýstup jižní stěnou
- 1986 – Broad Peak, 8047 m – sólovýstup západní stěnou alpským stylem
- 1986 – K2, 8611 m – Abruzziho hřebenem alpským stylem
- 1988 – Annapurna, 8091 m – jižní stěna – Boningtonova cesta
- 1989 – Manáslu, 8163 m – jižní stěna
- 1990 – Čo Oju, 8201 m – západní stěna alpským stylem
- 1990 – Šiša Pangma, 8046 m – prvovýstup severní stěnou alpským stylem na Centrální vrchol
- 1992 – Nanga Parbat, 8125 m – západní (Diamirská) stěna, Kinshoferova cesta

Výstupy bez vrcholu:
- 1985 – Dhaulagirí, 8167 m – JZ pilíř alpským stylem, dosaženo výšky 6800 m
- 1987 – Mount Everest, 8849 m  – v JZ stěně dosaženo výšky 8300 m, v severní stěně dosaženo výšky 8650 m
- 1988 – Mount Everest  – v severní stěně dosaženo výšky 8600 m
- 1993 – Makalu, 8463 m  – Kukuczkovou cestou dosaženo výšky 8100 m
- 1994 – Mount Everest  – v severní stěně dosaženo výšky 7500 m
- 1995 – Kančendženga, 8586 m  – jižní cestou dosaženo výšky 8000 m

## Publikační činnost
O svých horolezeckých výstupech napsal společně s Miloněm Jasanským několik knih.
- K2: 8611 m (1986)
- Tulákem ve větru Himáláje (1990)
- Na hrotech zeměkoule (1993)
- Měl jsem kliku (2020)

Jejich společným dílem je též kniha České himálájské dobrodružství o "dobývání" osmitisícovek a scénář stejnojmenného televizního dokumentárního seriálu (2003-2014). Hodně fotografoval a filmoval. Vybrané fotografie z Rakoncajových výstupů obsahuje publikace Polibek nebo zatracení (2003).

## Rodina, podnikání a koníčky
Josef Rakoncaj žije v Turnově, je ženatý, má syna Lukáše a dceru Lucii. K jeho koníčkům patří vedle lezení létání s ultralehkými letouny, které si i sám staví. Syn Lukáš již má na kontě také řadu prvovýstupů.

### Firma Sir Joseph
Od střední průmyslovky pracoval Rakoncaj řadu let v  turnovském podniku Dioptra. Od roku 1971 si začal šít vlastní horolezecké oblečení a v roce 1974 neoficiálně založil firmu Rakoncaj, která se jako jedna z prvních zaměřila na výrobu speciálního expedičního horolezeckého oblečení a doplňků. Jakmile to po roce 1989 bylo možné, oficiálně založil firmu Sir Joseph. Vyrábět začal v malých výrobních prostorách a s doma pracujícími švadlenami, později vybudoval výrobní dílnu. V roce 1994 nastoupil do firmy jeho syn Lukáš a v roce 2001 dcera Lucie. Výrobky této rodinné firmy se prodávají v řadě evropských zemí.